# Kieran Gibbs
Kieran Gibbs (Lambeth, London, 1989. szeptember 26. –) angol válogatott labdarúgó, legutóbb az Inter Miami balhátvédje volt. A 2006-07-es szezonban az angol ifjúsági labdarúgó kupa mérkőzésen ő lőtte a győztes gólt a Manchester United elleni elődöntőben, mellyel döntőbe juttatta csapatát.

## Pályafutása
Pályafutását a Wimbledon akadémiáján kezdte, majd az Arsenalhoz került két csapattársával, Abu Ogogóval és James Dunne-nal együtt, mikor a Wimbledoni együttes 2004-ben felbomlott , és újraalakult Milton Keynes Dons néven. Gibbs a védelem bal szélén játszik általában, de a középpályán is bevethető, bár erre ritkán került sor. Rendszeresen játszott az Arsenal U18-as és tartalékcsapatában, valamint a felnőtt csapat szezon előtti, Barnet és Internazionale elleni barátságos mérkőzésein is szerepet kapott.

### 2007-08-as szezon

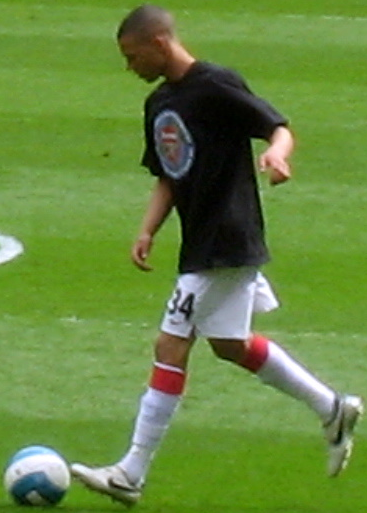
Gibbs egy Arsenal edzésen

2007 szeptember 10-én profi szerződést írt alá az Arsenalnál. A 34-es számú mezt kapta. A felnőtt csapatban 2007. október 31-én mutatkozott be egy Sheffield elleni Ligakupa mérkőzésen. Másodszorra Eduardo cseréjeként lépett pályára a Blackburn elleni negyeddöntőben 2007. december 18-án.
2008. január 31-én a klub kölcsönadta a Norwichnak a 2007–08-as szezon végéig. 2008. április 29-én tért vissza az Arsenalhoz, majd visszaszerezte kezdő posztját a tartalék csapatban. 2008. május 4-én ott ült a padon az első csapatban, az Everton elleni mérkőzésen, viszont játéklehetőséget nem kapott.

### 2008-09-es szezon
Gibbs az összes felkészülési meccsen részt vett a szezon előtt. 2008. augusztus 23-án ott volt a padon a Fulham elleni mérkőzésen az első csapatban, de ismét nem jutott játéklehetőséghez, később a Bolton ellen is szerepelt a cserék közt, viszont nem játszott. 2008. szeptember 23-án Gibbs végig játszotta mind a 90 percet, az Arsenal színeiben, a Sheffield United elleni ligakupa mérkőzésen, ahol az ágyúsok 6-0 aránnyal győzedelmeskedtek. Lehetőséget kapott Wigan Athletic elleni bajnoki mérkőzésen is, amit 3-0 nyert meg az Arsenal, majd a következő találkozón is játszott, a Burnley ellen, ezen a meccsen újra diadalmaskodtak az „ágyúsok” 2-0 arányban. 2008. december 10-én debütált a Bajnokok ligájában, a portugál FC Porto csapata ellen. Bemutatkozása az angol bajnokságban 2009. február 9-én történt meg, a rivális Tottenham Hotspur ellen, mikor Gaël Clichy megsérült, ő állt be helyette.
Miután Clichy lesérült, Gibbs kezdett a helyén 2009. április 15-én a Villarreal elleni BL-negyeddöntőben, amit 3-0-ra nyert meg az Arsenal. Kezdett az FA-kupa elődöntőjében a Chelsea csapata ellen, ahol adott egy gólpasszt Theo Walcottnak. Az Arsenal végül ennek ellenére vereséget szenvedett. Április 21-én a Liverpooli 4-4-es döntetlen meccsen Gibbs benne volt az egyik találatban, mikor tisztázni próbált, eltalálta az egyik ellenfelet, amelyből gól született. Clichy hosszútávú sérülését követően Gibbs pótolta távollétében, a fiatal játékos kezdő volt a Bajnokok Ligája elődöntőjének első mérkőzésén, idegenben a Manchester United ellen amit az Arsenal elvesztett 1-0-ra.

### 2009-10-es szezon
Kieran Gibbs kezdő volt a szezonnyitó hazai mérkőzésen a Portsmouth csapat ellen, ahol végig játszotta mind a 90. percet. Miután Gael Clichy több hétig harcképtelenné vált, így Wenger folyamatosan kezdőként szerepeltette. 2009. november 24-én a bajnokok ligájában a Standard Liege csapata ellen Gibbs lábtörést szenvedett, miután a belga csapat játékosával, Eliaquim Mangalával ütközött, így a szezon hátralévő részét kihagyni kényszerült.

### 2010-11-es szezon

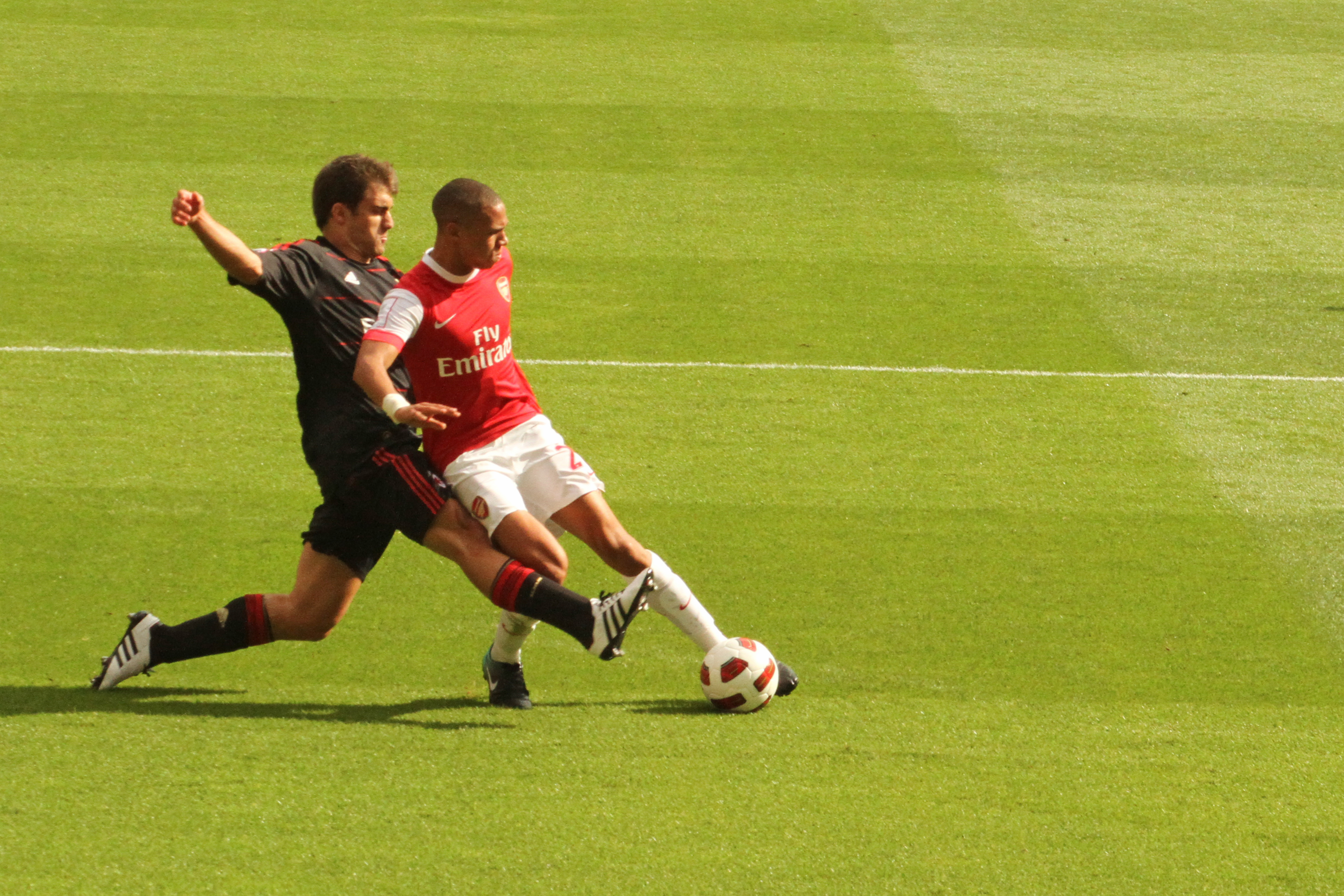
Gibbs, Papastathopoulos ellen az Emirates kupán

Gibbs gyakran volt kezdő a felkészülési meccseket követően. A szezon kezdetével Wenger kijelentette, hogy a fiatal balszélső több játéklehetőséget fog kapni az idényben, és hogy a középpályán is be fogják vetni. Ami a középpályát illeti, erre csak egyszer került sor, az Aston Villa elleni bajnoki mérkőzést követően mikor csereként állt be. 2010. szeptember 11-én a Bolton elleni hazai bajnoki mérkőzésen Gibbs kezdő volt és végig játszotta a mérkőzést. A Tottenham elleni ligakupa-mérkőzésen is kezdő volt a balszélső, a ráadást követően le kellett cserélni sérülése miatt. Később a bal lábközépcsontja megzúzódott, így előreláthatólag egy hetet kényszerült kihagyni, korábban a jobb lábán szenvedett lábközépcsonttörést. Egy hét múlva visszatért a Partizan elleni mérkőzésen, ahol kezdőként szerepelt. A meccsen Gibbs összehozott egy tizenegyest de csapattársa Fabianski kivédte a büntetőt, így a londoni klub 3-1-re nyerte a találkozót. Az Arsenal utolsó 3 bajnoki mérkőzésén mind kezdőként kapott lehetőséget, így ebben a szezonban az Arsenal színeiben 20 mérkőzést játszott.

## Család
Gibbs ikertestvére Jaydon Gibbs, aki a kilencedik vonalban szereplő Guildford City játékosa.

## Válogatott

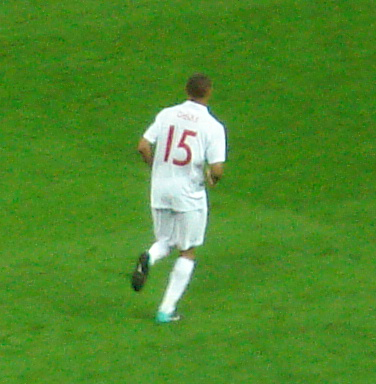
Gibbs az angol válogatott színeiben, a Magyar válogatott ellen

Keret tagja volt annak az angol U19-es csapatnak amelyik kiesett a csoportkörből a 2008-as U19-es Európa-bajnokságon. A 2009-es U20-as világbajnokságon, amit Egyiptomban rendeztek meg, a kvalifikáción az angol válogatottal a csoportban harmadik helyen végeztek. Gibbset behívtak az angol U21-es válogatottba ahol az Arsenalos csapattársával Theo Walcottal vettek részt a 2009-es U21-es Európa-bajnokságon amit Svédországban rendeztek meg. 2009. június 8-án egy barátságon meccset követően a fiatal balhátvéd 2 gólt is lőtt az Azerbajdzsáni válogatott ellen, amit az angol válogatott 7-0 nyert az MK stadionban. Stuart Pearce újra behívta Gibbset a 2011-es U21-es Európa-bajnokság selejtezőjére. Október 9-én ő lőtte a kezdő találatot a Macedón válogatott ellen, amit anglia 6-3-as győzelemmel zárt. 2010. október 7-én Fabio Capello az angol labdarúgó-válogatott szövetségi kapitány behívta Gibbset az első csapatba. Augusztus 11-én debütált először a felnőtt válogatottban, méghozzá a Magyar válogatott ellen, ahol a félidőben lett becserélve Ashley Cole helyére. A mérkőzést az angol válogatott nyerte meg 2-1-re.

## Statisztika
| Klub                   | Szezon          | Liga | Liga  | Liga     | FA kupa | FA kupa | FA kupa  | Liga kupa | Liga kupa | Liga kupa | Európa | Európa | Európa   | Összesen | Összesen | Összesen |
| Klub                   | Szezon          | Mérk | Gólok | Gólpassz | Mérk    | Gólok   | Gólpassz | Mérk      | Gólok     | Gólpassz  | Mérk   | Gólok  | Gólpassz | Mérk     | Gólok    | Gólpassz |
| ---------------------- | --------------- | ---- | ----- | -------- | ------- | ------- | -------- | --------- | --------- | --------- | ------ | ------ | -------- | -------- | -------- | -------- |
| Arsenal                | 2007–08         | 0    | 0     | 0        | 0       | 0       | 0        | 2         | 0         | 1         | 0      | 0      | 0        | 2        | 0        | 1        |
| Norwich City (kölcsön) | 2007–08         | 7    | 0     | 0        | 0       | 0       | 0        | 0         | 0         | 0         | 0      | 0      | 0        | 7        | 0        | 0        |
| Arsenal                | 2008–09         | 8    | 0     | 0        | 6       | 0       | 1        | 3         | 0         | 1         | 4      | 0      | 0        | 21       | 0        | 2        |
| Arsenal                | 2009–10         | 3    | 0     | 0        | 0       | 0       | 0        | 2         | 0         | 0         | 2      | 0      | 1        | 7        | 0        | 1        |
| Arsenal                | 2010–11         | 7    | 0     | 0        | 6       | 0       | 2        | 4         | 0         | 0         | 3      | 0      | 0        | 20       | 0        | 2        |
| Arsenal                | 2011–12         | 2    | 0     | 0        | 0       | 0       | 0        | 0         | 0         | 0         | 2      | 0      | 0        | 4        | 0        | 0        |
| Összesen               | Összesen        | 20   | 0     | 0        | 12      | 0       | 3        | 11        | 0         | 2         | 11     | 0      | 1        | 54       | 0        | 6        |
| Karrierje során        | Karrierje során | 27   | 0     | 0        | 12      | 0       | 3        | 11        | 0         | 2         | 11     | 0      | 1        | 61       | 0        | 6        |

(2011. szeptember 17. szerint.)

## Díjak, sikerek
Arsenal:
- Angol labdarúgó-ligakupa döntős: 2011

 Egyéni:
- U21-es Európa-bajnokság döntős: 2009

## Külső hivatkozások
- Kieran Gibbs (angol nyelven). wba.co.uk. [2017. augusztus 30-i dátummal az eredetiből archiválva]. (Hozzáférés: 2017. szeptember 16.)
- Kieran Gibbs hivatalos honlapja (angol nyelven). kierangibbs.com
- Kieran Gibbs (angol nyelven). national-football-teams.com
- Kieran Gibbs (angol nyelven). worldfootball.net
- Kieran Gibbs (angol nyelven). worldfootball.net. [2010. augusztus 20-i dátummal az eredetiből archiválva]. (Hozzáférés: 2017. szeptember 16.)